# ライオン野口
ライオン野口（ライオンのぐち、男性　1908年6月2日 - 1961年5月8日、1907年生まれ説もある）は、日本のプロボクサー。本名：野口 進（のぐち すすむ）。東京市本郷区（現：東京都文京区）根津出身。大日本拳闘会に所属した日本ウェルター級チャンピオン（1927年、1928年）。

## 来歴
少年時代から上野界隈では腕白坊主として名を馳せていた。尋常小学校卒業後に働いていた問屋の店主に草相撲を勧められた。当時相撲興業の形態が乱立していた中で、「宮の森」の四股名で根津神社を拠点に草相撲の横綱を張っていた。
草相撲で地元の名士となって身を立てることは十分臨めたが、喧嘩癖は治らず上野を離れ横浜港に身を隠した。そこで「柔拳試合」に出会い、外国人水夫との決闘を重ねた。
1924年11月16日、ファイティング・チゴラというフィリピンのライト級ボクサーと、12回戦を戦い引き分けている。デビュー戦で国際戦が組まれることはあっても、フルラウンド（12回戦）を戦うことは現在の常識では珍しい。さらに1週間後、同じくフィリピン人のキーコと10回戦を戦いこれも引き分けている。
その後、田辺宗英を会長とする帝国拳闘会拳道社（現・帝拳ボクシングジム）が設立されると、野口も数人の選手とこれに参加。しかし、資金難で道場が閉鎖されると、神戸に本部を置く大日本拳闘会（大日拳）に移籍する。野口は嘉納健治による東京のボクシング選手大量引き抜きで移籍した1人であるというのが通説だが、長男の野口修の証言『沢村忠に真空を飛ばせた男／昭和のプロモーター・野口修評伝』によると、柔拳をやっていた縁で嘉納に勧誘されたという。
1927年6月5日、ヤング・ジャクソン（アメリカ）を3ラウンドKOに破り、日本ウェルター級王座を獲得する。
ファイトスタイルは力士出身らしく、前進あるのみの典型的なファイタータイプ。ガードもお構いなしに、相手を叩きのめす好戦的なものだが、闇雲に拳を振り回すだけの選手とも違った。
1929年8月11日未明、友人の喧嘩に加勢し、複数のタクシー運転手を日本刀で斬りつけ、その内1人の手首を切断した。剣術は嘉納の道場で身につけたものであり、被害に遭った運転手は口を揃えて「あれは剣術師範の腕前」と供述したという。
刃傷沙汰による1年7ヶ月の服役後、拳闘の世界に復帰した野口進は、メインイベンターとして再び同じ階級の日本人をなぎ倒し、国際戦でも戦績を重ねている。
1931年6月、井上準之助の邸宅への爆破テロに関与。このときは服役することなく、数日収監されたのち釈放、何事もなく競技に戻った。
現役末期の1933年の6月にかけて開催されたボクシングの「日仏対抗戦」の甲子園興行ではフランスのキキ・ラファエルと対戦し、引き分け。この甲子園興行は1万5千人の観衆を集める盛況ぶりであった。
1933年（昭和8年）10月10日に引退後は愛国社の同人となり、11月21日にロンドン軍縮会議に抗議して若槻禮次郎民政党総裁を襲撃した。殺害は失敗に終わり、懲役7年（控訴審で5年に減刑）の判決を受け、ピストン堀口と入れ替わるように引退。実働9年で通算成績は56戦35勝7敗14分。
出所後、刑務所内で知己を得た児玉誉士夫の伝手で上海に渡り、野口興行部を設立。ディック・ミネや淡谷のり子といった歌手を招聘し、軍人の慰問興行を手掛けた。
引き揚げ後、知人の誘いで新居浜市に一家で移住。当地でボクシングを教え、当時13歳であった三迫仁志と邂逅。三迫を連れて東京に戻り、目黒雅叙園前に野口ボクシングジム（目黒ジムと呼ぶ）を設立。多くの門下生を育てた。当時目黒雅叙園内で発生していたお家騒動（創業家である細川家の相続争い）にも関与していたと言われ、野口ジムの敷地もお家騒動を収めた功績に対する報酬として雅叙園側から寄付されたものだったという。
岩田愛之助門下の国士だが、長野ハルによると、利権や金儲けの話を聞くと「身体が汚れる」と銭湯に漬かったため都内の銭湯に詳しかったとされるなど風変わりな逸話が多い人物だが、その死に様は壮絶であり、次男の恭が日本初の親子二代となる日本チャンピオンとなると医師に止められていた酒を飲み、血を吐いても飲み続け続け、吐いたその血で「恭、チャンピオン、万歳」と壁に書くなどして亡くなる。

## 家族
- 長男はキックボクシング創始者野口修。
- 次男は日本フライ級チャンピオンの野口恭。
- 野口ジム現会長の野口勝は孫。

## 弟子・門下生
- 金平正紀、三迫仁志、海老原博幸は野口の門下生[5]。
- 映画監督の西原儀一は新居浜時代の弟子。